# العوجاء (وشحة)

تعديل مصدري - تعديل

العوجاء هي إحدى قرى عزلة بنى سعد بمديرية وشحة التابعة لمحافظة حجة، بلغ تعداد سكانها 28 نسمة حسب تعداد اليمن لعام 2004.